# Cake Design

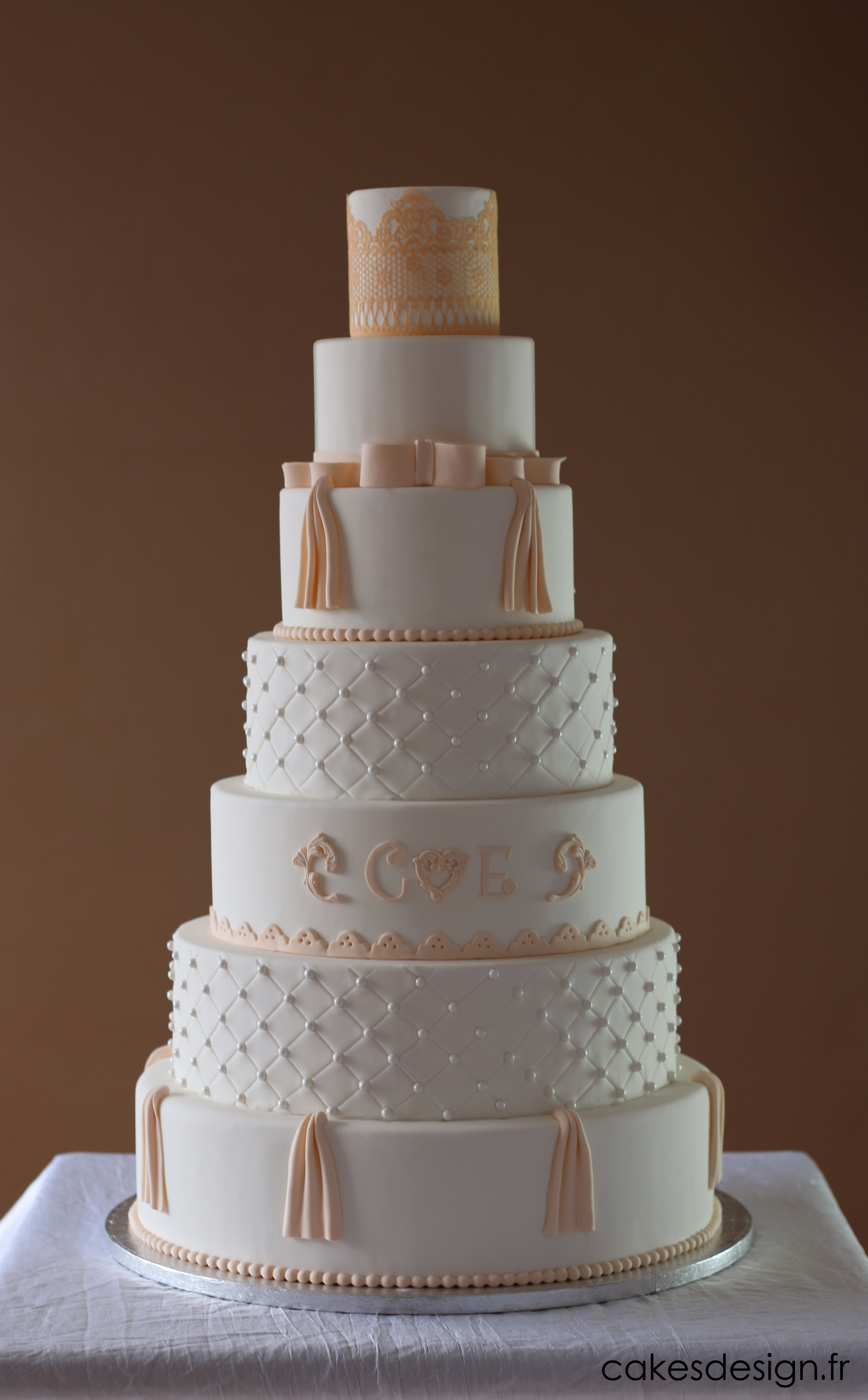
Hochzeitstorte mit Rollfondant und essbarer Dekoration

Cake Design, auch Tortendesign, Tortenkunst und Design oder Gestaltung von Motivtorten genannt, bezeichnet die von Amerika und Großbritannien geprägte Kunst, Torten und Kuchen sowie Muffins kunstvoll zu verzieren oder ihnen eine besondere Form zu geben. Oftmals wird ein Kuchen für einen bestimmten Anlass, Ort oder ein bestimmtes Fest bzw. Event gestaltet. Solche Anlässe sind zum Beispiel Hochzeiten, Taufen, Geburtstage, Studienabschlüsse oder auch Firmenveranstaltungen. Die jeweiligen Kuchen werden dabei speziell geformt und modelliert sowie mit einer essbaren Dekoration aus Rollfondant, Marzipan, Buttercreme, Blütenpaste, Schokolade, Modellierschokolade oder auch Zuckerguss, der Royal Icing genannt wird, dekoriert. Üblich sind inzwischen auch essbare Dekorationen aus Blütenpaste und Waferpaper, einer besonderen  Art von Esspapier, aus welchem unter anderem Blüten modelliert werden können. Mittlerweile existieren auch Wettbewerbe für Cake Design.

## Geschichte
Ursprünglich stammt Cake Design aus Frankreich. Erstmals wurde ein Rezept für Rollfondant im Werk Traité des Fardements et Confitures von Nostradamus im Jahr 1555 erwähnt. Der Begriff Rollfondant wurde dabei erst später mit der britischen Bezeichnung rolled fondant übernommen. Marzipan wurde bereits 1494 erfunden, aber erst ab dem 17. Jahrhundert in Form von Marzipandecken für Torten und Dekorationen verwandt. Parallel zur französischen Entwicklung erschienen in Großbritannien dekorierte Torten als Gestaltungselemente für Bankette und Empfänge erstmals während der Regentschaft von Elizabeth I.
Rollfondant war damals ein Gemisch aus Zucker, Traganth und Wasser. Es wurde bereits im Mittelalter dazu verwendet, lebensgroße essbare Dekorationen anzufertigen. Zur damaligen Zeit stellte Zucker ein Luxusgut dar, das gerne von Wohlhabenden und Adligen benutzt wurde, ihre Macht und ihren Reichtum zur Schau zu stellen.
Im 16. und 17. Jahrhundert wurde Rollfondant vor allem wegen seiner elastischen Eigenschaften und der porzellanartigen Textur nach dem Aushärten an der Luft geschätzt. Der Rollfondant wurde ähnlich wie später Porzellan zu Geschirr und Tassen geformt und anschließend getrocknet, war jedoch dünner, zarter und weißer als das zur damaligen Zeit verfügbare Porzellan. Konditoren nutzten es ebenfalls, um daraus Dekorationen in Form von Früchten, aber auch Vögeln und anderen Tieren für die Tische bei Festen am Hof zu gestalten.
Ab Mitte des 17. Jahrhunderts schufen französische Patissiers gigantische Torten mit übermäßiger Dekoration aus Zucker in Form von Blumen, Skulpturen und mehr. Diese Torten dienten in erster Linie als Dekorationen auf den Banketttischen reicher Aristokraten. Nach wie vor waren sie Ausdruck von Macht und Reichtum und zeugten von einem imposanten Lebensstil. Teilweise waren diese Torten von solch gigantischen Ausmaßen, dass der jeweilige Hausherr zunächst die Türen entfernen lassen musste, damit sie in den Festsaal gebracht werden konnten. Oftmals war jedoch die dekadente Höhe der Torten die Ursache für Einstürze und Zusammenbrüche der Kunstwerke.

## Cake Design für Hochzeitstorten

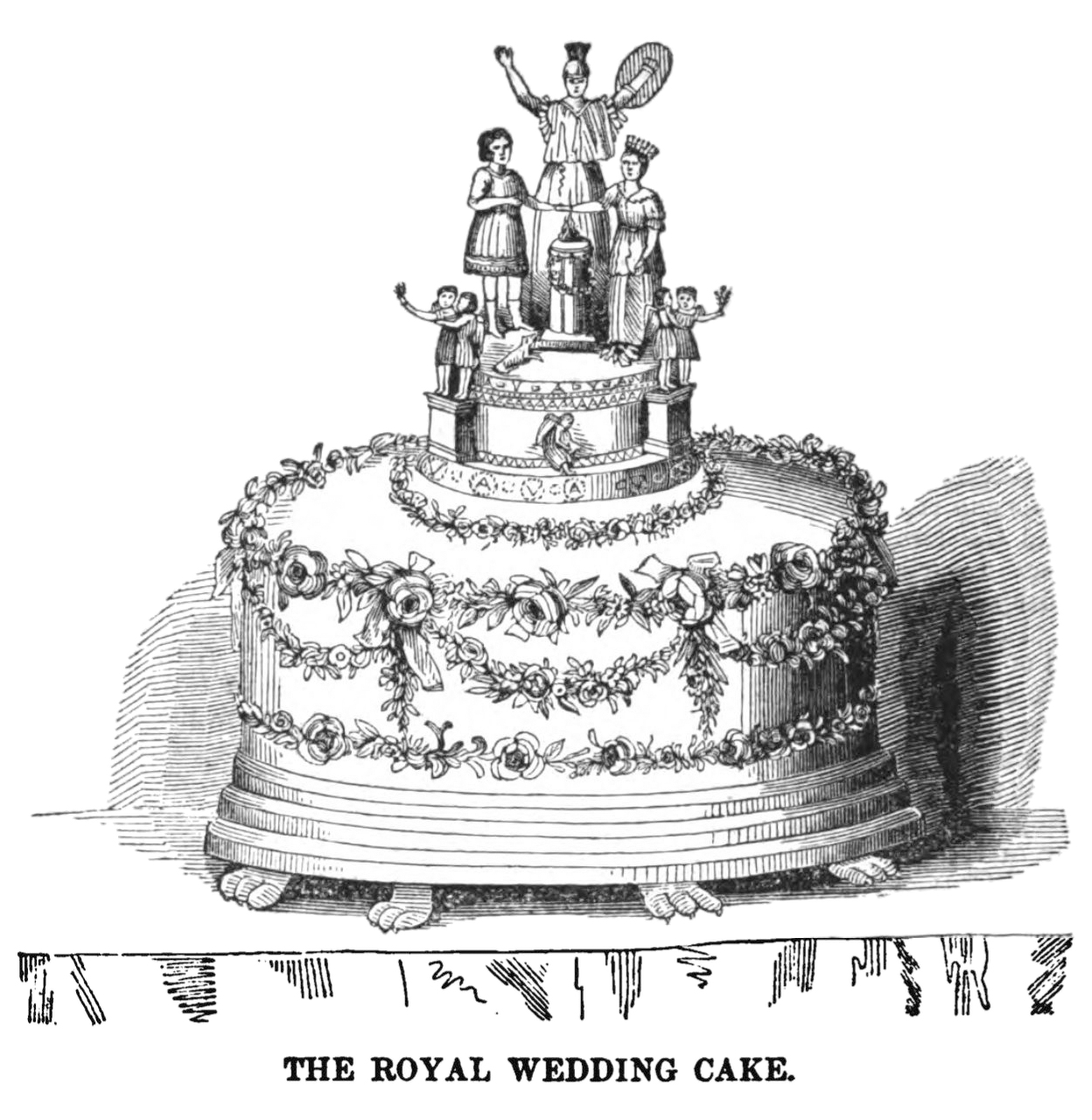
Hochzeitstorte von Queen Victoria 1840

Auch wenn die ersten Hochzeitstorten mit Zuckerguss bereits im 17. Jahrhundert hergestellt wurden, so war es doch die dreistöckige Hochzeitstorte von Queen Victoria und Albert von Sachsen-Coburg und Gotha im Jahre 1840, die Maßstäbe setzte und das Design von Hochzeitstorten bis heute prägt. Queen Victoria ist es auch zu verdanken, dass man fortan von Royal Icing statt von Zuckerguss sprach. In The Times wurde die üppige Dekoration damals bis ins kleinste Detail beschrieben: „Auf der zweiten Ebene, welche von zwei Sockeln unterstützt wurde, befand sich eine Skulptur von Britannia, welche zu dem Königspaar schaute und verfolgte, wie diese ihre Gelübde tauschten, während zu ihren Füßen ein Hund, als Symbol für Treue, und zwei Turteltauben, als Symbol für Reinheit und Unschuld, saßen. Überall auf der Torte verteilt saßen zudem Engel und Amor, inklusive eines Engels, welcher das glückliche Datum der Hochzeit auf einem Schild für die Ewigkeit festhielt.“
Bei der Heirat von Prinz Edward Leopold 1882 bestanden alle drei Etagen aus Torte. Einer der prächtigsten Kuchen des Viktorianischen Zeitalters war die Hochzeitstorte von Prinzessin Louise, der Tochter von Queen Victoria, im Jahr 1871. Dieser Kuchen war über 1,50 Meter hoch und wog 100 Kilogramm.
Im selben Jahr wurde der Ofen mit Thermostat erfunden. Dieser machte das Backen von Kuchen und Torten einfacher und populärer. Im Jahr 1888 wurde schließlich das Rezept für Rollfondant, so wie man es heute kennt, entwickelt. In Frankreich verschwand diese Art des Cake Designs mit Rollfondant jedoch zu Gunsten von ausgiebigen Dekorationen aus Marzipan, Royal Icing und Zucker im 19. Jahrhundert.

## Gespritzte Tortendekoration

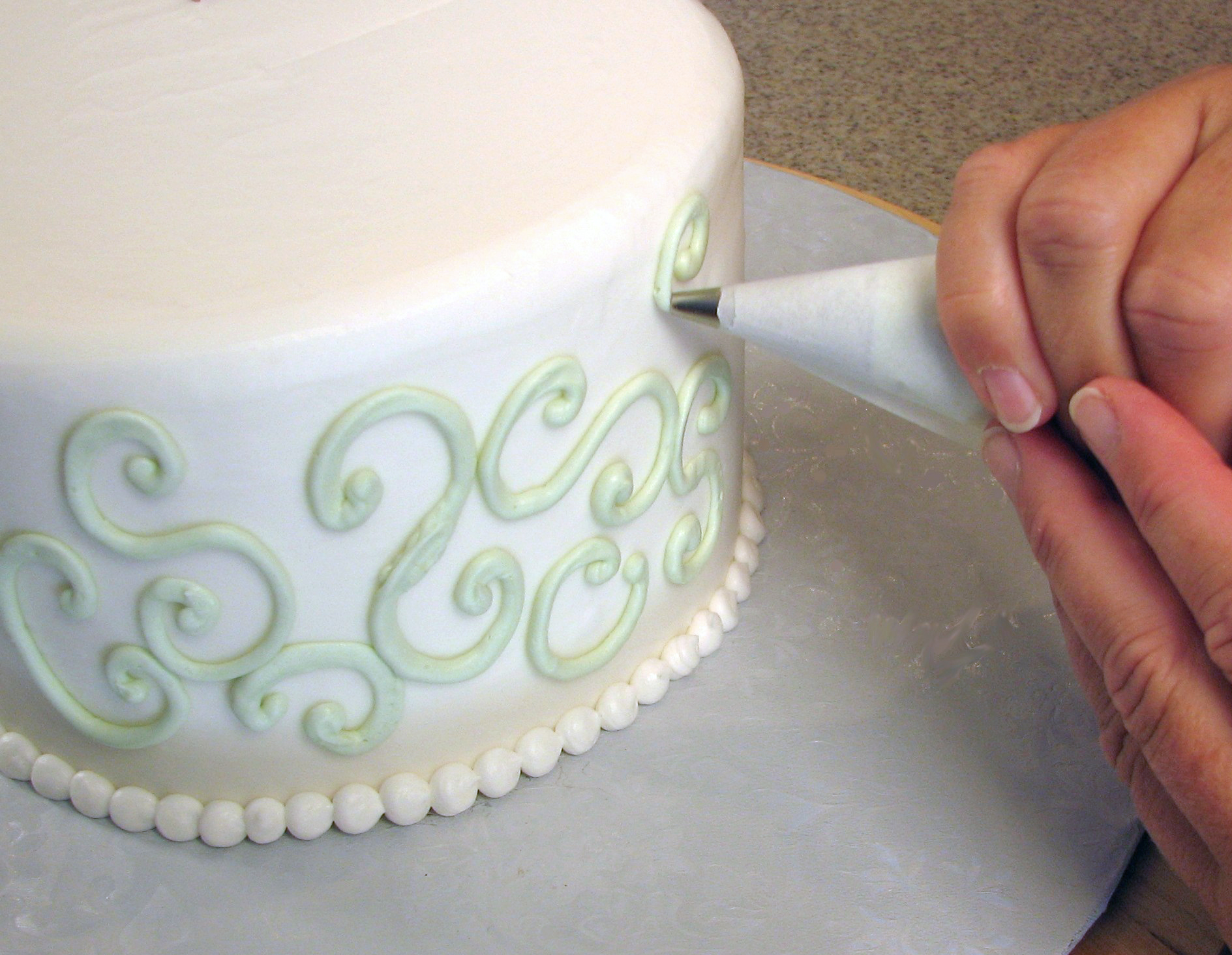
Torte mit gespritzter Dekoration

Vermutlich basierend auf einem Unfall entstand Mitte des 19. Jahrhunderts in Bordeaux die Methode, Torten mit Hilfe von Spritzbeutel und Spritztülle zu garnieren. Ein französischer Konditor bei Aubriot & Trottier schnitt versehentlich die Ecke einer mit Baisermasse gefüllten Papiertüte ab und schrieb damit seinen Namen auf die Arbeitsfläche. Seitdem füllt man Spritzbeutel mit Royal Icing, Buttercreme oder auch Schokolade um Torten zu verzieren.
Ein zur damaligen Zeit berühmter französischer Konditor entwickelte die Technik weiter und erfand das heutige Stringwork, eine besondere Form von freihängenden Bändern und Schnüren aus Royal Icing, sowie die Dekorationen in der Anmutung von Spitze. Die essbaren Dekorationen wurden dabei separat angefertigt und nachträglich an Kuchen bzw. Torten angebracht.
1982 kamen kommerzielle, komplett fertige und ausgehärtete Zuckerdekorationen, um Torten auf einfache Art zu dekorieren, auf den Markt.

## Modernes Cake Design
In der ersten Hälfte des 20. Jahrhunderts wurde die Kunst der Tortendekoration in England und den englischsprachigen Ländern perfektioniert. Erst im Jahr 2000 wurde die Kunst des Tortendesigns als Hobby wiederentdeckt und erfreut sich seitdem großer Beliebtheit in Europa. Mittlerweile spricht man bei Torten aus bzw. mit Fondant auch von Motivtorten, und das Cake Design hat viele Unterarten ausgebildet. Man unterscheidet Tortenmalerei, 3D-Torten, Zuckerblüten und ganz modern Torten mit Waferpaper. Besonders Lettercakes bzw. Numbercakes, das sind Torten mit Buchstaben oder Zahlen als Dekoration, gelten als einfach und effektvoll.

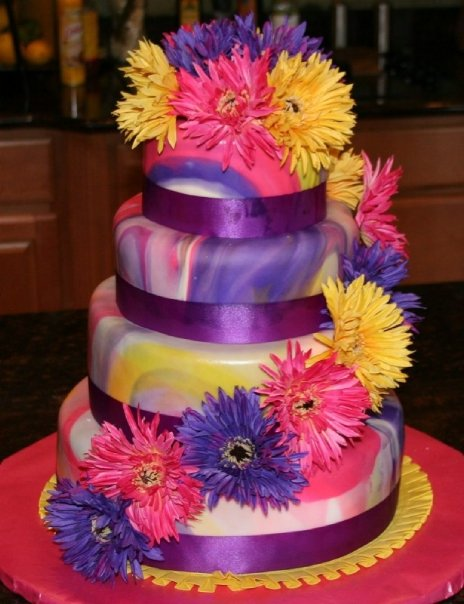
Modernes Cake Design mit Rollfondant und Blütenpaste
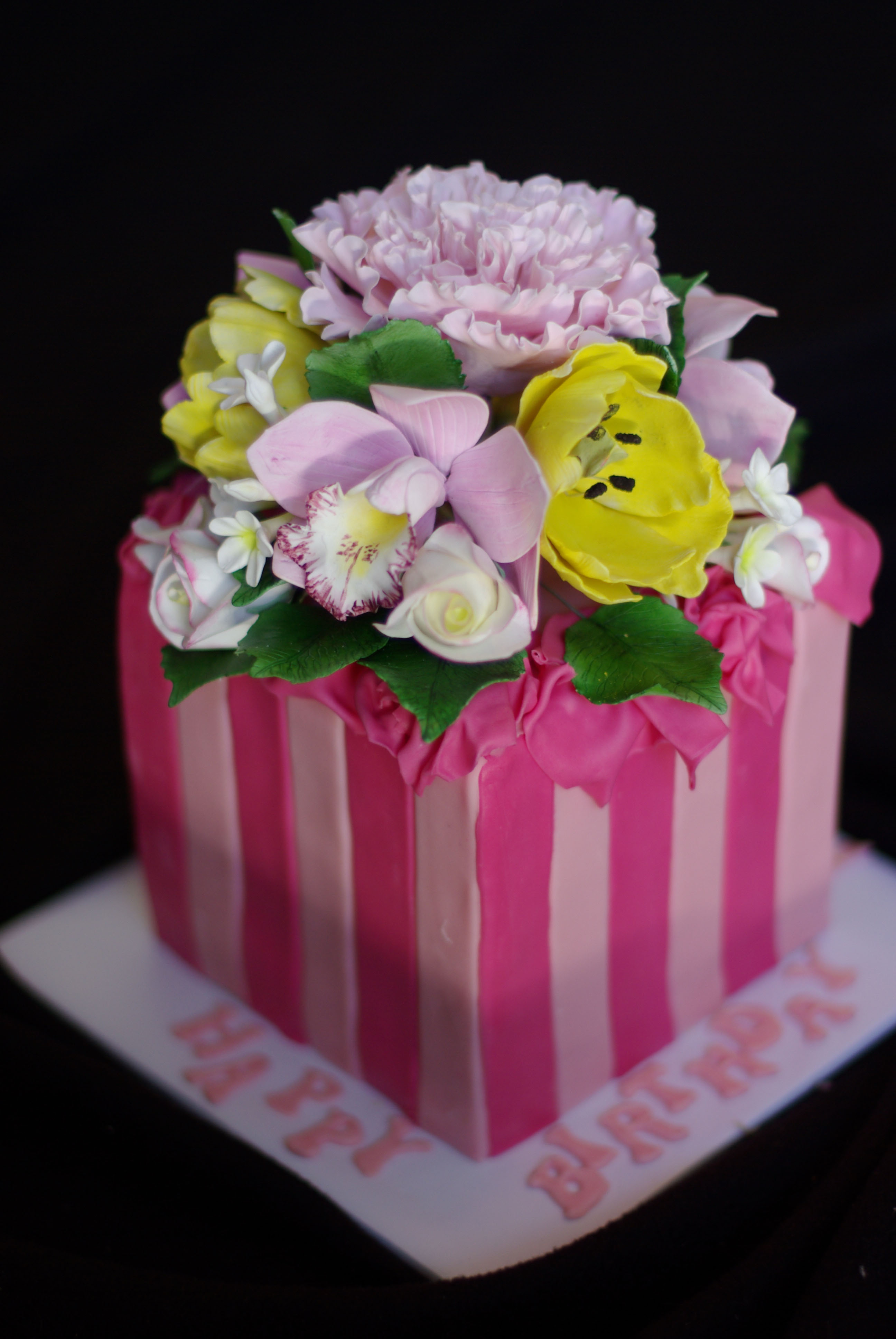
Cake Design mit Zuckerblüten (Blüten aus Blütenpaste)
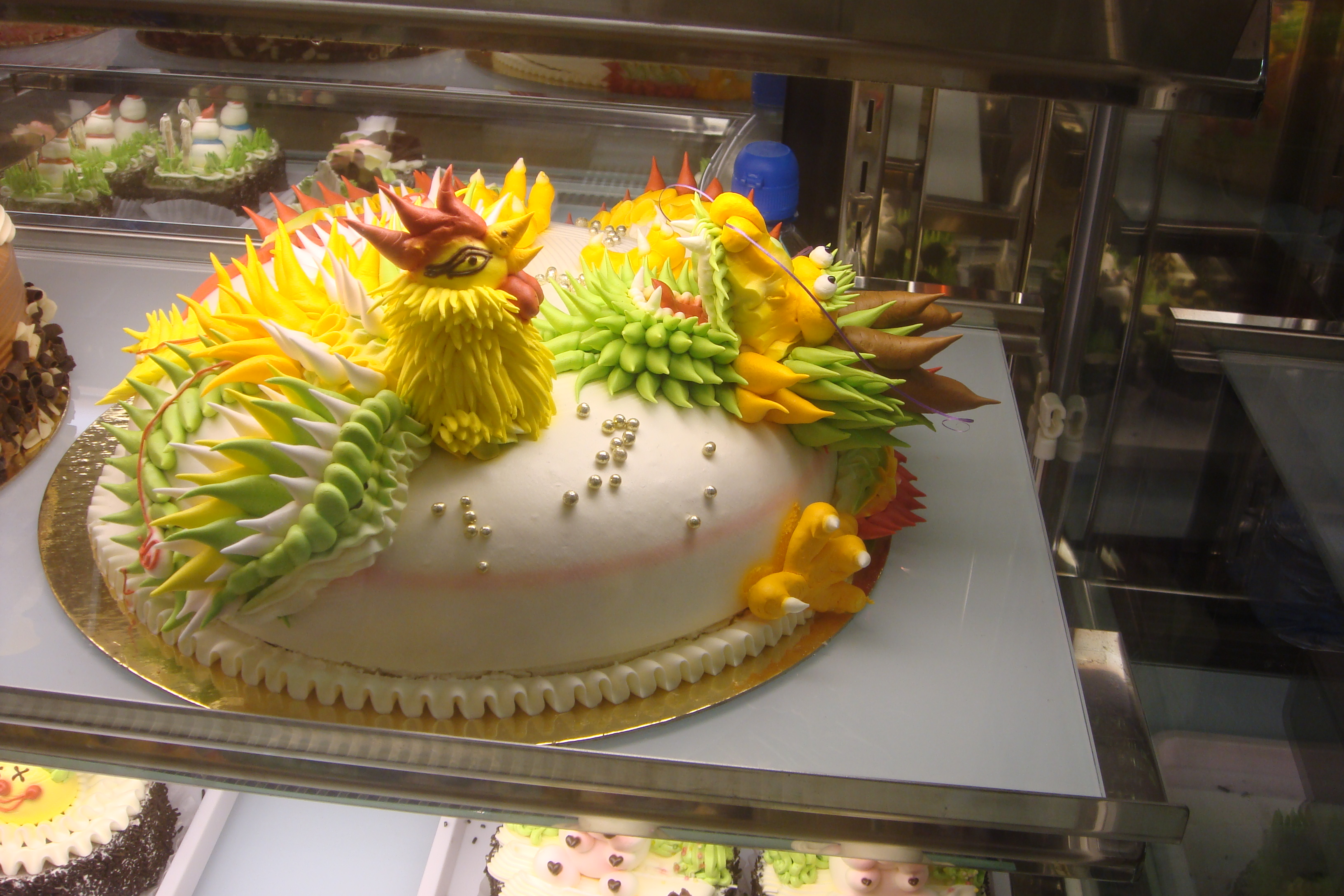
Cake Design für eine chinesische Neujahrsfeier in New York